# Bahnhofsblock
Der Bahnhofsblock ist Teil der Sicherung von Zugfahrten einer Eisenbahn in einem Bahnhof. Neben elektrischen Abhängigkeiten innerhalb des Stellwerks (Fahrstraßenfestlegung) stellt er auch die Abhängigkeiten zwischen mehreren  Stellwerken eines Bahnhofs her. Er ist in allen Stellwerksbauformen anzutreffen, wenn Fahrstraßen im Bahnhof existieren, an denen mehrere Stellwerke beteiligt sind. In Bahnhöfen, die nur durch ein Stellwerk gesichert werden, beschränkt sich der Bahnhofsblock auf die Fahrstraßenfestlegung und die Fahrstraßenauflösung.
Auf freier Strecke wird der Streckenblock angewendet.

## Beschreibung
Der Bahnhofsblock sichert die Zugfahrten innerhalb des Bahnhofs und sorgt dafür, dass
- eine Zugfahrt nur unter Mitwirkung des Fahrdienstleiters stattfinden kann, auch dann, wenn mehrere Stellwerke – in Deutschland in der Regel Fahrdienstleiterstellwerk und Wärterstellwerk, in Österreich[2] und der Schweiz in der Regel Befehlswerk und Wärterstellwerk – am Einstellen und Sichern einer Fahrstraße beteiligt sind,
- das Signal, mit dem die Zugfahrt zugelassen werden soll, nur mit Zustimmung der Stellen auf Fahrt gestellt werden kann, die am Einstellen, Sichern und Prüfen der Fahrstraße beteiligt sind,
- die zu einer Fahrstraße gehörenden beweglichen Fahrwegelemente – Weichen und Flankenschutzvorkehrungen – verschlossen bleiben, bis die Fahrt beendet ist oder den Stellwerksbezirk verlassen hat, auch wenn das Startsignal wieder die Haltlage einnimmt.

## Funktionsweise
Die signaltechnischen Abhängigkeiten zwischen Befehlsstelle und Wärterstellwerk werden mit den Bahnhofsblockfunktionen
- Befehlsabgabe und Befehlsempfang[1][3]
- Zustimmungsabgabe und Zustimmungsempfang[3]
- Fahrstraßenfestlegung und Fahrstraßenauflösung[3][4]

hergestellt. 

### Befehlsabgabe / Befehlsempfang
Mit der Befehlsabgabe beauftragt der Fahrdienstleiter den Weichenwärter, den Fahrweg zu prüfen und das Signal, mit dem die Zugfahrt zugelassen werden soll, auf Fahrt zu stellen. Der Fahrdienstleiter kann die Befehlsabgabe erst bedienen, wenn er selbst die Voraussetzungen in dem Teil des Bahnhofs geschaffen hat, der zu seinem Prüf- und Verantwortungsbereich gehört. Das kann eine Fahrstraßenfestlegung, aber auch nur der Verschluss von Mittelweichen des Bahnhofs sein. Die Befehlsabgabe kann auch von Zustimmungen anderer Stellwerke, dem Zustand des Streckenblocks (z. B. in Österreich) oder der vorher erfolgten Fahrstraßenfestlegung am Stellwerk (etwa in Ungarn oder früher in den Niederlanden) abhängig sein.
Durch die Befehlsabgabe des Fahrdienstleiters erfolgt am abhängigen Stellwerk der Befehlsempfang. Dieser gibt dem Weichenwärter die Möglichkeit, das Signal auf „Fahrt“ zu stellen. Bei manchen Bauarten (etwa in Österreich, Deutschland oder Polen) ermöglicht auch erst der Befehlsempfang dem Weichenwärter, die Fahrstraße endgültig zu sichern, was die Voraussetzung dafür ist, das Signal auf „Fahrt“ stellen zu können.

### Zustimmung
Bei der in Deutschland (aber auch in Polen) üblichen Aufteilung in Fahrdienstleiter- und Wärterstellwerk gibt der Weichenwärter dem Fahrdienstleiter seine Zustimmung zum Einstellen und Sichern einer Fahrstraße. Der Weichenwärter kann die Zustimmungsabgabe erst bedienen, wenn er den Teil der Fahrstraße, der zum Stellbereich des Wärterstellwerks gehört, durch den umgelegten Fahrstraßenhebel gesichert hat. Dadurch sichert er zu, dass die benötigten Gleisanlagen in seinem Prüfbereich frei von Fahrzeugen sind und dass befahrene Weichen festgelegt sind. Die erfolgte Blockung des Zustimmungsabgabefeldes führt auch zur Festlegung des zuvor umgelegten Fahrstraßenhebels.
Die Zustimmungsabgabe des Weichenwärters korrespondiert mit dem Zustimmungsempfang. Dieser entsperrt im Fahrdienstleiterstellwerk den in der Grundstellung gesperrten Fahrstraßenhebel und gibt so dem Fahrdienstleiter die Möglichkeit, die Fahrstraße zu sichern und das Signal auf „Fahrt“ zu stellen bzw. bei größeren Anlagen einen Befehl an ein weiteres Stellwerk abzugeben. 
Fahrstraßenabhängigkeiten mittels Zustimmungen werden auf größeren Bahnhöfen mit Bahnhofsteilen auch zwischen Fahrdienstleitern untereinander eingerichtet. Darüber hinaus werden sie auf Bahnhöfen mit Mittelweichen oder schlecht einsehbaren Gleisen, etwa bei Ausweichbahnhöfen im Gebirge, auch zwischen Stellwerken zur Sicherung von Fahrstraßen eingerichtet.
Technisch gesehen sind die beiden Vorgänge „Befehl“ und „Zustimmung“ identisch.

### Fahrstraßenfestlegung
Die Fahrstraßenfestlegung legt den umgelegten Fahrstraßenhebel, mit dem die Fahrstraße mechanisch verschlossen ist, zusätzlich blockelektrisch fest. Die Fahrstraßenfestlegung bleibt auch dann noch erhalten, wenn das Signal, mit dem die Zugfahrt zugelassen wurde, wieder auf „Halt“ zurückgestellt ist.
Die Fahrstraßenauflösung löst die blockelektrische Fahrstraßenfestlegung wieder auf. Sie wird entweder selbsttätig durch den Zug nach dem Befahren einer Zugeinwirkungsstelle im Gleis betätigt oder aber durch einen Mitarbeiter – Fahrdienstleiter oder Weichenwärter – bedient, der prüfen kann, ob alle Bedingungen für die Fahrstraßenauflösung erfüllt sind.
Sofern ein Stellwerk für den ganzen Bahnhof zuständig ist, entfallen die Funktionen Zustimmung und Befehl. Der Bahnhofsblock besteht dann nur aus Fahrstraßenfestlegung und -auflösung.

## Schweiz
Im Regelwerk der SBB ist der Ausdruck „Bahnhofsblock“ in keinem gültigen Reglement mehr zu finden und wird in der Ausbildung zum Fahrdienstleiter auch nicht mehr gelehrt. Dies hat damit zu tun, dass es im Netz der SBB keine Bahnhöfe mehr gibt, in welchen noch Wärter- und Befehlsstellwerke getrennt voneinander existieren. Auch die Prüfung nach Augenschein auf Freiheit der Gleise durch den Fahrdienstleiter ist inzwischen durch automatische Gleisfreimeldeanlagen flächendeckend übernommen worden. Die somit verbleibenden Funktionen „Fahrstrassenfestlegung“ und „Fahrstrassenauflösung“ werden also nicht separat als „Bahnhofsblock“ bezeichnet.  
Als Relikt aus jenen Zeiten kann die sogenannte Bediengrenze angesehen werden. Sie teilt den Bahnhof entlang einer gedachten Linie auf Höhe des Aufnahmegebäudes in zwei Bedienungsbereiche, die in früheren Zeiten die zwei Stellbereiche von zwei Stellwerken des gleichen Bahnhofes darstellten. Diese Bediengrenze ist noch heute bei den Relaisstellwerken der Bauart Domino vorhanden. Sie bewirkt, dass eine Fahrstrasse von der einen Seite des Bahnhofes bis auf die andere Seite nur dann in einem Schritt eingestellt werden kann, wenn das Zielsignal das unmittelbar nächste hinter der Bediengrenze ist. Befinden sich hinter der Bediengrenze mehrere Hauptsignale oder Zwergsignale, kann eine Fahrstrasse bis zum anderen Ende des Bahnhofes nur in zwei Schritten eingestellt werden: (1) vom Startsignal bis zum ersten Signal hinter der Bediengrenze; (2) vom ersten Signal hinter der Bediengrenze bis zum Zielsignal.
Bei elektronischen Stellwerken (SIMIS C, SIMIS W, Elektra) gibt es diese Bediengrenze jedoch nicht mehr.